# تری کوشارجانتو
تری کوشارجانتو (انگلیسی: Tri Kusharjanto؛ زادهٔ ۱۸ ژانویهٔ ۱۹۷۴) بدمینتون‌باز اهل اندونزی است.